# Ed Hoffman
Ed Hoffman – głuchoniemy mężczyzna, który twierdzi, że był świadkiem zamachu na prezydenta USA Johna Fitzgeralda Kennedy’ego 22 listopada 1963 w Dallas. 
Hoffman twierdzi, że stał na Autostradzie Stemmonsa, około 183 metrów na zachód od Dealey Plaza, gdzie doszło do zamachu. Widział dwóch mężczyzn na terenie stacji kolejowej za ogrodzeniem, na trawiastym pagórku, po czym wśród drzew pojawił się obłok dymu, a na końcu jeden z mężczyzn przekazał karabin drugiemu, który go rozmontował, zapakował do torby i uciekł, podczas gdy pierwszy mężczyzna wrócił do ogrodzenia.
Badacze zajmujący się zamachem na Kennedy’ego są podzieleni co do wiarygodności Eda Hoffmana. Ron Friedrich twierdzi, że pozorne niespójności w historii Hoffmana wynikają z nieznajomości przez osoby, które przeprowadzały z nim wywiady, amerykańskiego języka migowego (American Sign Language). Z kolei M. Duke Lane dowodzi, że opowieść Hoffmana została w dużej mierze wymyślona, aczkolwiek ze zrozumiałych powodów.